# Boulon
Pour les articles homonymes, voir Boulon (homonymie).
Ne doit pas être confondu avec Système vis-écrou.
Un boulon est un organe d'assemblage constitué d'un goujon  ou d'une vis à filetage uniforme et extrémité plate (ou tige filetée) parfois associé à un écrou (et éventuellement à une rondelle ou une charpentière) ,.

## Description

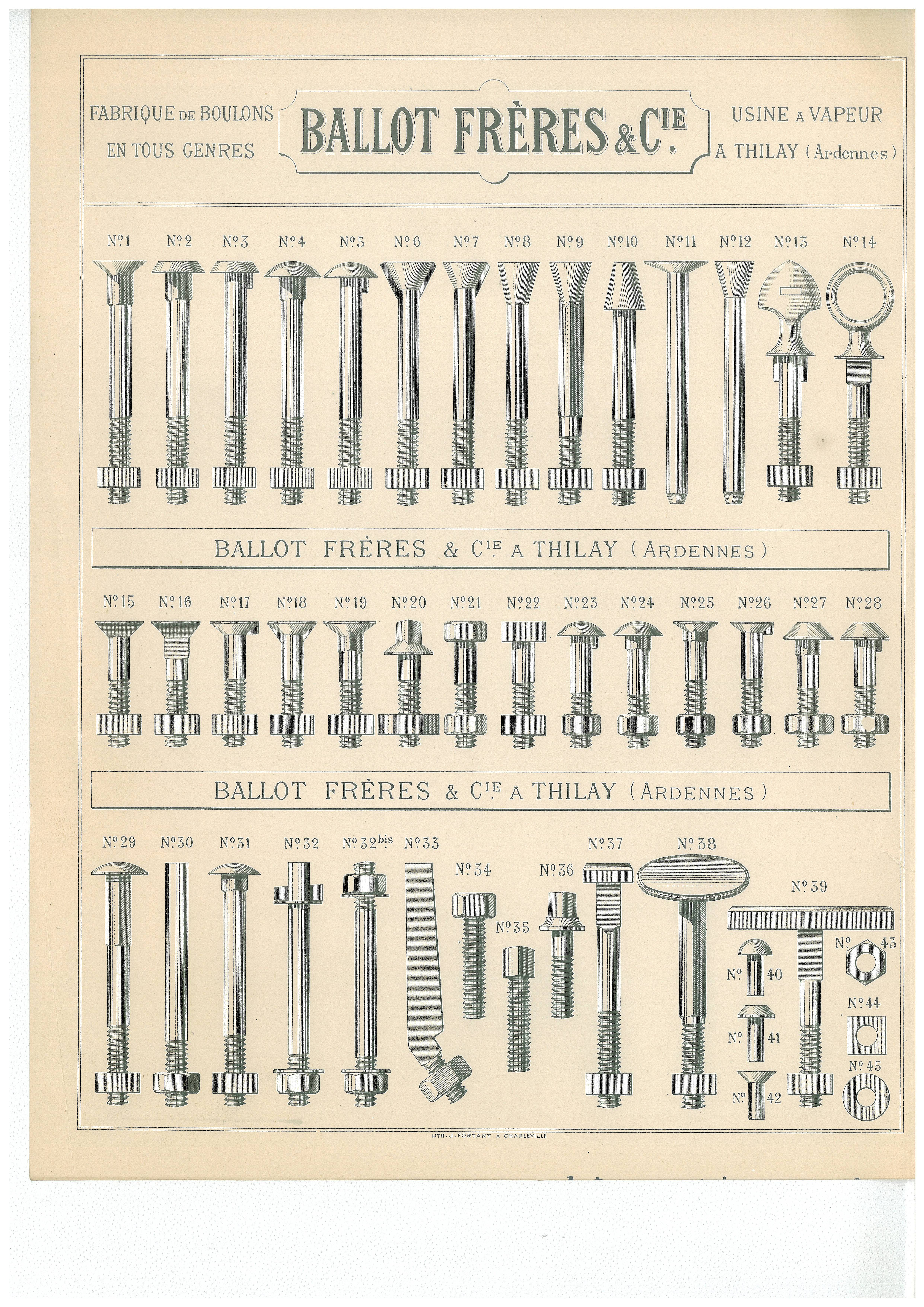
Un ensemble de boulons.

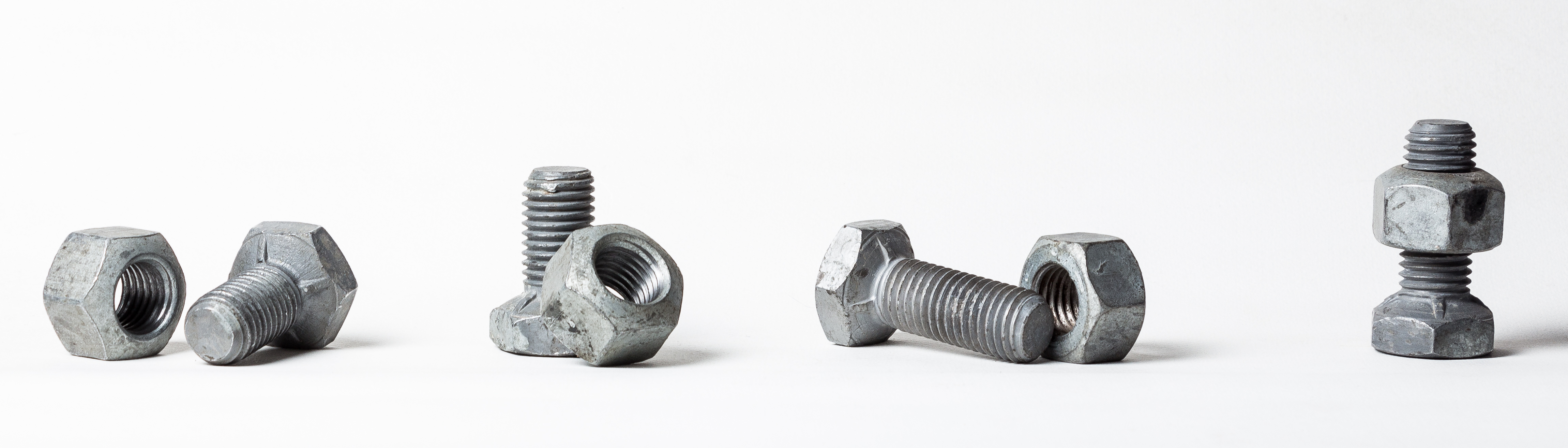
Différentes vues d'un boulon dont une le montre assemblé.

En boulonnerie, le terme vis correspond à un filetage complet alors que le terme correct est « corps de boulon » lorsque la partie filetée est partielle. Pour exemple un boulon tête hexagonale correspond à la norme ISO 4014 si le filetage est partiel et à la norme 4017 si le filetage est complet (sous tête). Aux États-Unis, la définition légale est différente puisque vis et boulons ne sont pas taxés au même taux. Le boulon (bolt) est considéré alors comme l'ensemble vis + écrou.
Un boulon crée une liaison « complète, rigide et démontable », entre les pièces qu'il traverse et presse l'une contre l'autre. En fait, les boulons (et les vis à métaux) agissent comme des ressorts très raides dont l'élasticité permet de maintenir le serrage des pièces malgré l'influence de facteurs extérieurs tels que des actions mécaniques, des vibrations ou encore des élévations de température. Une ou plusieurs rondelles placées de part et d'autre des pièces permettent de mieux répartir l'effort de compression, de reprendre le matage éventuel des surfaces et/ou de protéger le substrat de déformations non désirées. Un écrou supplémentaire (« contre-écrou ») peut venir freiner l'assemblage et éviter qu'il se desserre. Le nom de boulon intègre par extension ces équipements complémentaires.
Le boulon constitue un dispositif d'assemblage précontraint. En effet, la traction mécanique maintenue dans la tige provoque un frottement qui empêche la rotation de la tête de la vis et celle de l'écrou par rapport à la pièce fixée. Dès lors que cette traction disparaît (aplatissement de la surface de contact en ± 15 min, fluage en ± 10 ans), l'assemblage périt.
Divers dispositifs permettent d'éviter le desserrage de l'écrou, par arrêt mécanique (rondelles à rabattre, perçage et passage de « fil à freiner » en aviation et en compétition moto, goupillage, écrous à créneaux), ou par effet du serrage notamment les rondelles freins fendues et élastiques (« Grower » ou « W »), ondulées, crantées (« éventail » ou « AZ »), par freinage de l'écrou lui-même (écrous Nylstop, à collerette) ; la tendance moderne étant au collage par des adhésifs anaérobies, démontables par chauffage ou force brute.

## Caractéristiques de définition d'un boulon
- Vis :
  - Tête :

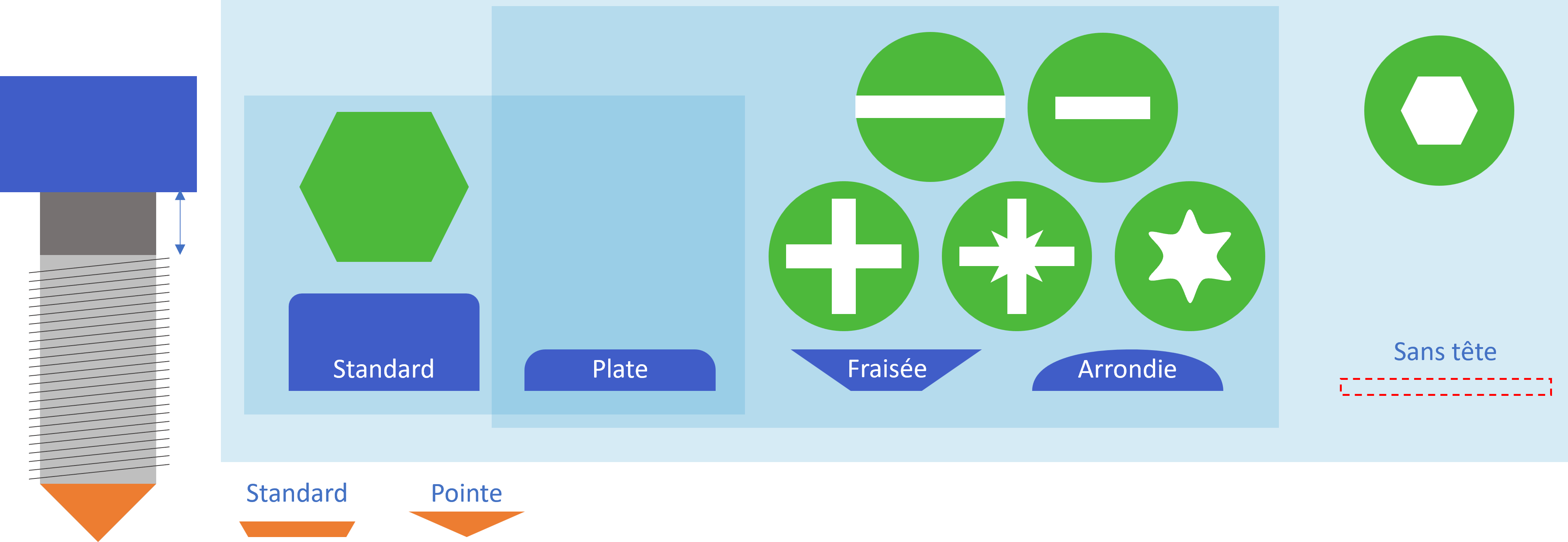
Principaux formats de vis.

    - forme de tête : hexagonale, carrée, cylindrique, fraisée, plate, sans tête,
    - aménagement : 
      - aménagement externe: tête hexagonale,
      - empreinte interne :
        - fente, cruciforme (Philips (classique)  / Pozidriv),
        - six pans creux (Allen), aussi appelée hexagonale par abus de langage,
        - Torx,
        - Spécifiques : XZN, diamand, halfen...

  - Tige : longueur de tige et longueur filetée (définies par les normes).
- Écrou :
  - forme (hexagonale par défaut),
  - hauteur.
- Caractéristiques communes :
  - diamètre nominal du filetage,
  - profil du filet et pas de vis,
  - matière (acier E36, E24, 35CD4… Inox, aluminium, platine...),
  - classe de matériaux (critères de résistance : classe 4.6, 5.8, 6.8, 8.8, 10.9, 12.9, A70...) :
    - le 1er chiffre correspond au dixième de la valeur de la limite de rupture à la traction, exprimé en daN/mm²,
    - le produit du 1er par le 2e chiffre de la classe donne approximativement la limite élastique en daN/mm².

  - revêtement — seulement pour les boulons en acier — (galvanisé à chaud au trempé, électrozingué, bichromaté, brut...).

Exemple de désignation : boulon CHc M8x1-50, 8,8 Zn.
Le revêtement et la matière du boulon jouent un rôle très important du fait des couples électrochimiques entrant en jeu : par exemple, un boulon en laiton en contact avec un alliage d'aluminium provoquera une corrosion galvanique surtout en milieu humide.

## Boulon à œil

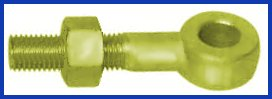
Un boulon à œil.

La tête de la vis est une section de cylindre creux, soudée perpendiculairement à l'axe général de la vis, et l'écrou est souvent un écrou moleté. Ce boulon s'utilise généralement pour des montages-démontages rapides et à la main, la tête de vis étant simplement engagée sur une tige. Cette pièce peut aussi s'utiliser dans un assemblage pour tenir un axe et le guider en rotation et en translation.